# Honda RA302
Honda RA302  — гоночный автомобиль Формулы-1, разработанный под руководством конструктора команды Honda Racing Ёсио Накамуры. Принимал участие в Чемпионате мира Формулы-1 сезона 1968 года.

## История

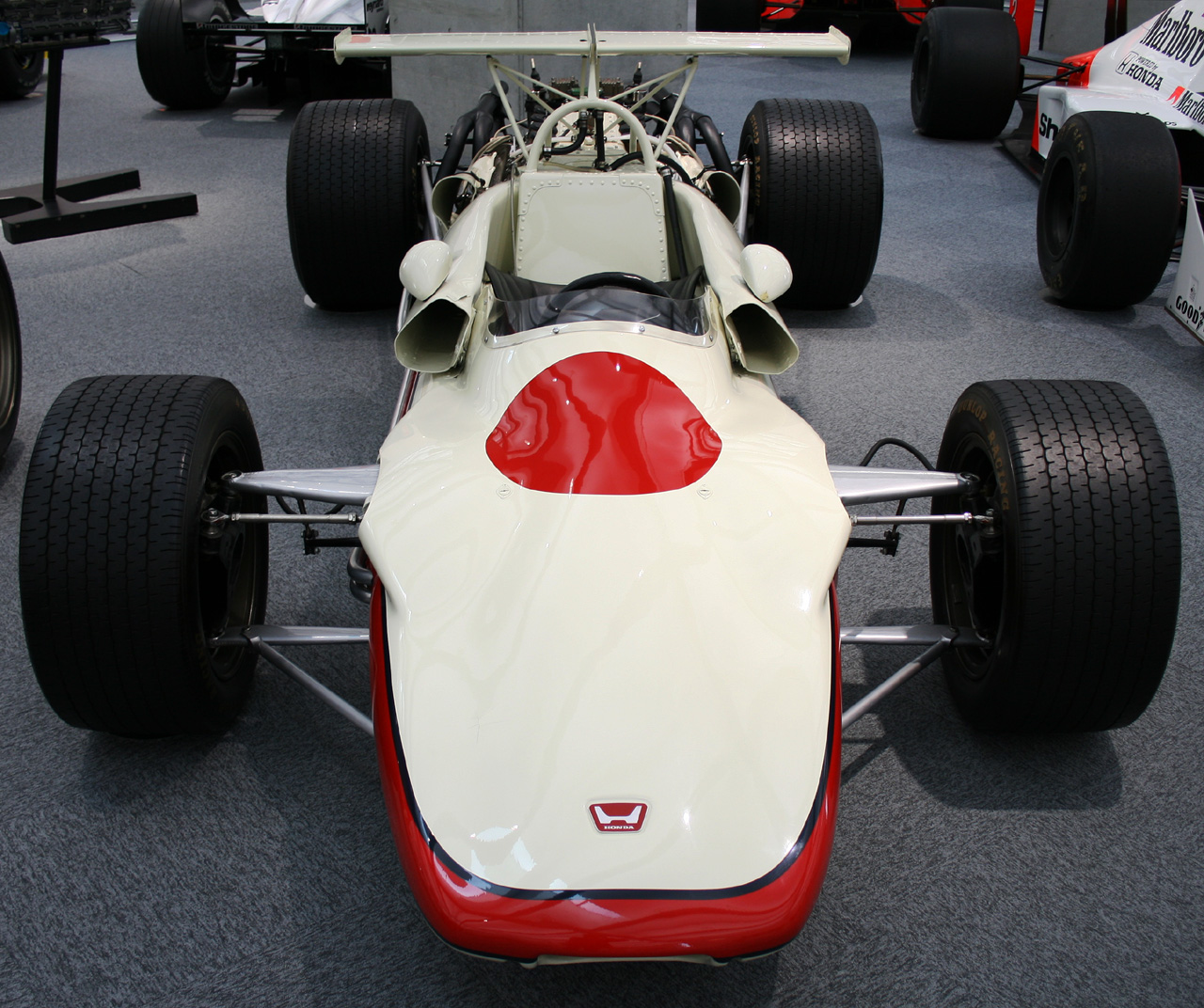
RA302 в Honda Collection Hall в Мотеги, Япония

В 1968 году глава Honda Motor Соитиро Хонда решил вывести на трассы Формулы-1 автомобиль с двигателем, оснащённым воздушной системой охлаждения. Такими двигателями оснащались обычные серийные автомобили компании. Новая модель получила индекс RA302. Однако при тестировании были выявлены проблемы с охлаждением мотора. Ещё одним новым решением, применённым на RA302, стал смещённый к передней оси кокпит, что позволило улучшить развесовку болида, хотя и увеличивало вероятность травмирования гонщика при аварии. После многочисленных испытаний основной пилот команды Джон Сёртис отказался его пилотировать по соображениям безопасности. Он считал, что машина ещё недостаточно доработана и протестирована.
Однако представительство компании Honda Motor во Франции настояли на участии болида в гонке. Шасси RA302 появилось на трассе Гран-при Франции 1968 в Руане. За руль сел новичок гонок Формулы-1 Жо Шлессер. Однако уже на третьем круге гонки он попал в аварию, в результате которой автомобиль загорелся. Пилот погиб: шасси из легковоспламеняющегося магниевого сплава и полный бак горючего не оставили шансов на его спасение.
Ещё раз болид появился в паддоке Формулы-1 на Гран-при Италии 1968, но после первых же кругов на тренировке Джон Сёртис решил отказаться от его использования. А в конце года, под влиянием гибели Шлессера компания Honda приняла решение об уходе из Формулы-1.